# 天水会

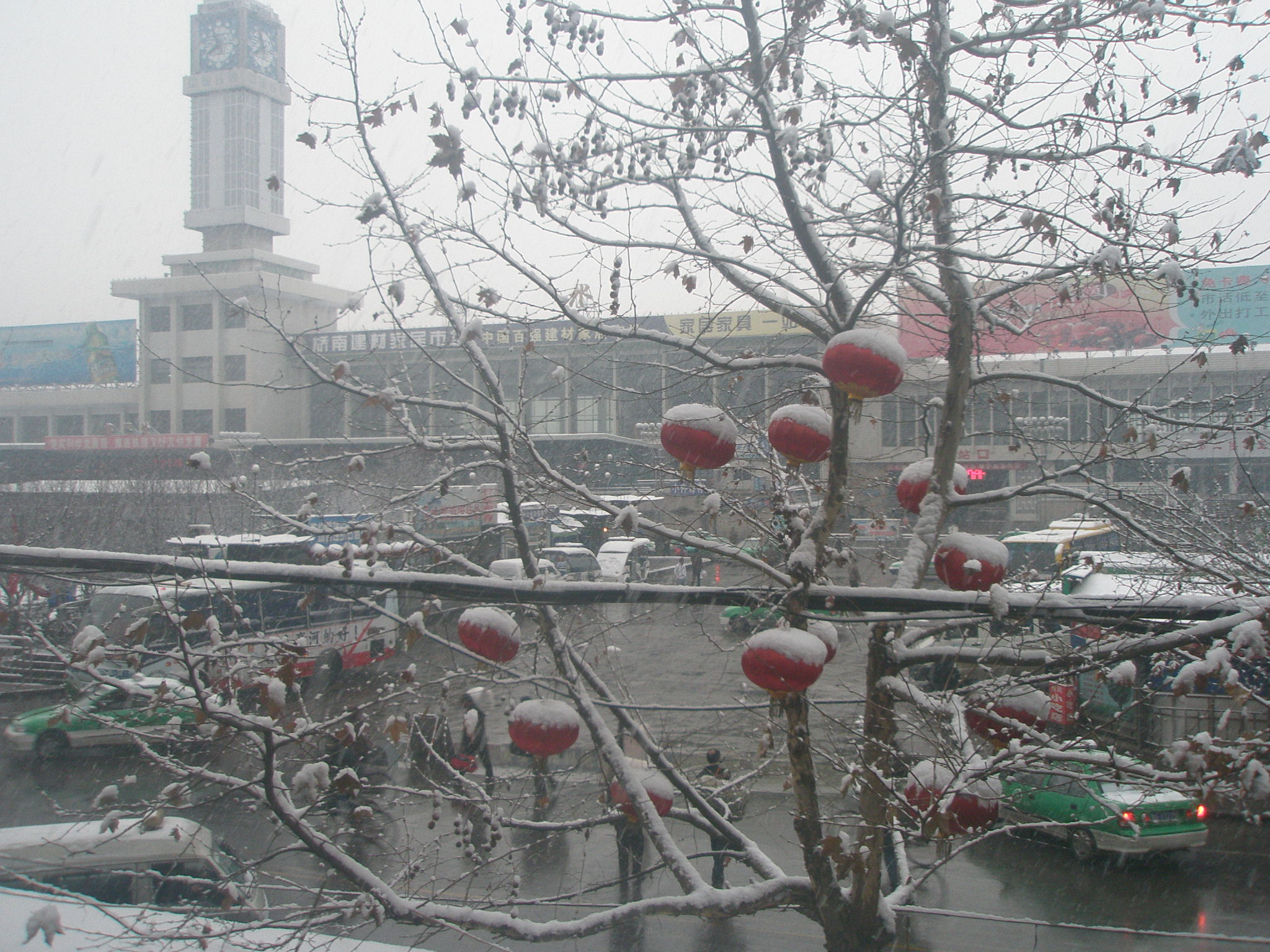
2009年的天水站

天水会（英語：Tianshui Association）是一个日本民间非营利组织。

## 历史
1950年4月中华人民共和国为修建陇海铁路天水至兰州段（354公里）征用滞留在此的300名南满洲铁道日本员工，1952年10月1日最终举行通车大会。1953年4月这群日本人回国后自发形成一个友好团体，推荐桥村武司为会长。旨在推动中日友好关系。
1985年9月21日，天水会访华团以南谷正直为团长重游故地。1998年当年的日本技工在天水市河边公园修建樱花园。

## 关联项目
- 陇海铁路
- 南满洲铁道